# Lista suburbiilor din Sydney
Cuprins: Început - 0–9 A B C D E F G H I J K L M N O P Q R S T U V W X Y Z

Aici este o listă completă a suburbiilor din Sydney, Australia în ordine alfabetică.

## A
Abbotsbury - 
Abbotsford - 
Acacia Gardens - 
Agnes Banks - 
Airds - 
Akuna Bay - 
Alexandria - 
Alfords Point - 
Allambie - 
Allambie Heights - 
Allawah - 
Ambarvale - 
Annadale - 
Annangrove - 
Anzac Village - 
Arcadia - 
Arncliffe - 
Arndell Park - 
Artarmon - 
Ashbury - 
Ashcroft - 
Ashfield - 
Asquith - 
Auburn - 
Audley - 
Austral - 
Avalon

## B
Badgerys Creek - 
Balgowlah - 
Balgowlah Heights - 
Balmain - 
Balmoral - 
Bangor - 
Banksia - 
Banksmeadow - 
Bankstown - 
Barden Ridge - 
Bardwell Park - 
Barra Brui - 
Bass Hill - 
Baulkham Hills - 
Baulkham Hills West - 
Bayview - 
Beacon Hill - 
Beaconsfield - 
Beauty Point - 
Beecroft - 
Belfield - 
Bella Vista - 
Bellevue Hill - 
Belmore - 
Belmore South - 
Belrose - 
Berala - 
Berkshire Park - 
Berowra - 
Berowra Heights - 
Berrilee - 
Beverley Park - 
Beverly Hills - 
Bexley - 
Bexley North - 
Bidwill - 
Bilgola - 
Bilgola Plateau - 
Birchgrove - 
Birkenhead Point - 
Birrong - 
Blackett - 
Blacktown - 
Blairmount - 
Blakehurst - 
Bligh Park - 
Bobbin Head - 
Bondi - 
Bondi Beach - 
Bondi Junction - 
Bonnet Bay - 
Bonnyrigg - 
Bonnyrigg Heights - 
Boronia Park - 
Bossley Park - 
Botany - 
Bow Bowing - 
Box Hill - 
Bradbury - 
Brighton-Le-Sands - 
Bringelly - 
Broadway - 
Bronte - 
Brooklyn - 
Brookvale - 
Bundeena - 
Burraneer - 
Burwood - 
Busby

## C
Cabarita - 
Cabramatta - 
Cabramatta West - 
Cambridge Gardens - 
Cambridge Park - 
Camden - 
Camden South - 
Camellia - 
Cammeray - 
Campbelltown - 
Camperdown - 
Campsie - 
Canada Bay - 
Canley Heights - 
Canley Vale - 
Canterbury, Sydney - 
Careel Bay - 
Caringbah - 
Carlingford - 
Carlton - 
Carnes Hill - 
Carramar - 
Carss Park - 
Cartwright - 
Castle Cove - 
Castle Hill - 
Castlecrag - 
Castlereagh - 
Casula - 
Cecil Park - 
Centennial Park - 
Chatswood - 
Chatswood West - 
Cheltenham - 
Cherrybrook - 
Chester Hill - 
Chifley - 
Chippendale - 
Chipping Norton - 
Chiswick - 
Chullora - 
Church Point - 
Circular Quay - 
Claremont Meadows - 
Clareville - 
Clareville Beach - 
Claymore - 
Clemton Park - 
Clifton Gardens - 
Clontarf - 
Clovelly -
Clyde - 
Cockatoo Island - 
Colebee - 
Collaroy - 
Collaroy Plateau - 
Colyton - 
Como - 
Concord - 
Concord West - 
Condell Park - 
Connells Point - 
Coogee - 
Cottage Point - 
Cowan - 
Cranebrook - 
Cremorne - 
Cremorne Point - 
Cromer - 
Cronulla - 
Crows Nest - 
Croydon - 
Croydon Park - 
Curl Curl

## D
Daceyville - 
Dangar Island - 
Darling Harbour - 
Darling Point - 
Darlinghurst - 
Darlington - 
Davidson - 
Dawes Point - 
Dean Park - 
Dee Why - 
Denham Court - 
Denistone - 
Denistone East - 
Dharruk - 
Dobroyd Point - 
Dolans Bay - 
Dolls Point - 
Doonside - 
Double Bay - 
Dover Heights - 
Drummoyne - 
Duffys Forest - 
Dulwich Hill - 
Dundas - 
Dundas Valley - 
Dunheved - 
Dural

## E
Eagle Vale - 
Earlwood - 
East Balmain - 
East Botany - 
East Gordon - 
East Hills - 
East Killara - 
East Lindfield - 
East Roseville - 
East Ryde - 
East Sydney - 
East Wahroonga - 
Eastern Creek - 
Eastlakes - 
Eastwood - 
Edensor Park - 
Edgecliff - 
Edmondson Park - 
Elanora Heights - 
Elderslie - 
Elizabeth Bay - 
Emerton - 
Emu Heights - 
Emu Plains - 
Enfield - 
Engadine - 
Enmore - 
Epping, Sydney - 
Ermington - 
Erskine Park - 
Erskineville - 
Eschol Park

## F
Fairfield - 
Fairfield Heights - 
Fairfield West - 
Fairlight - 
Five Dock - 
Flemington - 
Forest Lodge - 
Forestville - 
Freemans Reach - 
Frenchs Forest

## G
Galston - 
Garden Island - 
Georges Hall - 
Georges Heights - 
Gilead, Sydney - 
Girraween - 
Gladesville - 
Glebe - 
Glebe Point - 
Glen Alpine - 
Glendenning - 
Glenfield - 
Glenhaven - 
Glenmore Park - 
Glenorie - 
Glenwood - 
Glossodia - 
Goat Island - 
Gordon - 
Gore Hill - 
Granville - 
Grays Point - 
Green Valley - 
Greenacre - 
Greenfield Park - 
Greenwich - 
Greystanes - 
Guildford - 
Gymea - 
Gymea Bay

## H
Haberfield - 
Hammondville - 
Harbord - 
Harris Park - 
Hassall Grove - 
Haymarket - 
Heathcote - 
Hebersham - 
Heckenberg - 
Henley - 
Hillsdale - 
Hinchinbrook - 
Holsworthy - 
Homebush - 
Homebush Bay - 
Homebush West - 
Hornsby - 
Hornsby Heights - 
Horsley Park - 
Hoxton Park - 
Hunters Hill - 
Huntingwood - 
Huntleys Point - 
Hurlstone Park - 
Hurstville - 
Hurstville Grove

## I
Illawong - 
Ingleburn - 
Ingleside

## J
Jamisontown - 
Jannali

## K
Kangaroo Point - 
Kareela - 
Kearns - 
Kellyville - 
Kemps Creek - 
Kensington - 
Kenthurst - 
Kentlyn - 
Killara - 
Killarney Heights - 
Kings Cross - 
Kings Langley - 
Kings Park - 
Kingsford - 
Kingsgrove - 
Kingswood - 
Kingswood Park - 
Kirrawee - 
Kirribilli - 
Kogarah - 
Kogarah Bay - 
Ku-Ring-Gai - 
Kurnell - 
Kyeemagh - 
Kyle Bay

## L
La Perouse - 
Lakemba - 
Lalor Park - 
Lane Cove - 
Lansdowne - 
Lansvale - 
Lavender Bay - 
Leichhardt - 
Lemongrove - 
Leonay - 
Lethbridge Park - 
Leumeah - 
Lewisham - 
Lidcombe - 
Lilli Pilli - 
Lilyfield - 
Lindfield - 
Linley Point - 
Little Bay - 
Liverpool - 
Llandilo - 
Loftus - 
Londonderry - 
Longueville - 
Lucas Heights - 
Luddenham - 
Lugarno - 
Lurnea

## M
Macquarie Fields - 
Macquarie Park - 
Maianbar - 
Malabar - 
Manly - 
Manly Vale - 
Maraylya - 
Marayong - 
Maroubra - 
Maroubra Junction - 
Marrickville - 
Marrickville South - 
Marsden Park - 
Marsfield - 
Mascot - 
Matraville - 
Mays Hill - 
McGraths Hill - 
McMahons Point - 
Meadowbank - 
Melrose Park - 
Menai - 
Menangle Park - 
Merrylands - 
Merrylands West - 
Middle Cove - 
Middle Dural - 
Miller - 
Millers Point - 
Milperra - 
Milsons Point - 
Minchinbury - 
Minto - 
Minto Heights - 
Miranda - 
Mona Vale - 
Monterey - 
Moore Park - 
Moorebank - 
Mortdale - 
Mortlake - 
Mosman - 
Mount Annan - 
Mount Colah - 
Mount Druitt - 
Mount Kuring-Gai - 
Mount Lewis - 
Mount Pleasant - 
Mount Pritchard - 
Mount Vernon - 
Mulgoa - 
Mulgrave

## N
Narellan - 
Narellan Vale - 
Naremburn - 
Narrabeen - 
Narraweena - 
Narwee - 
Nelson - 
Neutral Bay - 
Newport - 
Newtown - 
Normanhurst - 
North Balgowlah - 
North Bondi - 
North Cronulla - 
North Curl Curl - 
North Engadine - 
North Epping - 
North Manly - 
North Narrabeen - 
North Parramatta - 
North Richmond - 
North Rocks - 
North Ryde - 
North Seaforth - 
North St Ives - 
North Strathfield - 
North Sydney - 
North Turramurra - 
Northbridge - 
Northmead - 
Northwood

## O
Oakhurst - 
Oakville - 
Oatlands - 
Oatley - 
Old Guildford - 
Old Toongabbie - 
Orchard Hills - 
Oxford Falls - 
Oxley Park - 
Oyster Bay

## P
Paddington - 
Padstow - 
Padstow Heights - 
Pagewood - 
Palm Beach - 
Panania - 
Parklea - 
Parramatta - 
Peakhurst - 
Pendle Hill - 
Pendle Hill South - 
Pennant Hills - 
Penrith - 
Penshurst - 
Petersham - 
Phillip Bay - 
Picnic Point - 
Pitt Town - 
Pleasure Point - 
Plumpton - 
Point Piper - 
Port Hacking - 
Potts Hill - 
Potts Point - 
Prairiewood - 
Prestons - 
Prospect - 
Punchbowl - 
Putney - 
Pymble - 
Pyrmont

## Q
Quakers Hill - 
Quarry Hill - 
Queens Park - 
Queenscliff

## R
Raby - 
Ramsgate - 
Randwick - 
Redfern - 
Regents Park - 
Regentville - 
Revesby - 
Revesby Heights - 
Rhodes - 
Richmond - 
Riverstone - 
Riverview - 
Riverwood - 
Rockdale - 
Rodd Point - 
Rookwood - 
Rooty Hill - 
Rose Bay - 
Rosebery - 
Rosehill - 
Roselands - 
Rosemeadow - 
Roseville - 
Roseville Chase - 
Rossmore - 
Round Corner - 
Rouse Hill - 
Rozelle - 
Ruse - 
Rushcutters Bay - 
Russell Lea - 
Rydalmere - 
Ryde

## S
Sadleir - 
Sandringham - 
Sandy Point - 
Sans Souci - 
Scheyville - 
Schofields - 
Scotland Island - 
Seaforth - 
Sefton - 
Seven Hills - 
Shalvey - 
Shanes Park - 
Silverwater - 
Smithfield - 
South Granville - 
South Hurstville - 
South Penrith - 
South Strathfield - 
South Turramurra - 
South Wentworthville - 
South Windsor - 
Spit Junction - 
Spring Farm - 
St Andrews - 
St Clair - 
St Helens Park - 
St Ives - 
St Ives Chase - 
St Johns Park - 
St Leonards - 
St Marys - 
St Peters - 
Stanhope Gardens - 
Stanmore - 
Strathfield - 
Strathfield West - 
Strawberry Hills - 
Summer Hill - 
Surry Hills - 
Sutherland - 
Sydenham - 
Sydney - 
Sylvania - 
Sylvania Waters

## T
Tamarama - 
Taren Point - 
Telopea - 
Tempe - 
Tennyson - 
Terrey Hills - 
The Rocks - 
The Spit - 
Thornleigh - 
Toongabbie - 
Tregear - 
Turramurra - 
Turrella

## U
Ultimo - 
Undercliffe

## V
Varroville - 
Vaucluse - 
Villawood - 
Vineyard - 
Voyager Point

## W
Wahroonga - 
Waitara - 
Wakeley - 
Wallacia - 
Wareemba - 
Warragamba - 
Warrawee - 
Warriewood - 
Warwick Farm - 
Waterloo - 
Watsons Bay - 
Wattle Grove - 
Waverley - 
Waverton - 
Wedderburn - 
Wentworthville - 
Werrington - 
Werrington County - 
Werrington Downs - 
West Hoxton - 
West Killara - 
West Lindfield - 
West Pennant Hills - 
West Pymble - 
West Ryde - 
Westleigh - 
Westmead - 
Wetherill Park - 
Whalan - 
Whale Beach - 
Wheeler Heights - 
Wilberforce - 
Wiley Park - 
Willmot - 
Willoughby - 
Windsor - 
Wingala - 
Winston Hills - 
Wollstonecraft - 
Woodbine - 
Woodpark - 
Woollahra - 
Woolloomooloo - 
Woolooware - 
Woolwich - 
Woronora - 
Woronora Heights

## Y
Yagoona - 
Yarrawarrah - 
Yennora - 
Yowie Bay

## Z
Zetland